# Михайловка (Хмельницкий район)
Михайловка (укр. Михайлівка) — село в Хмельницком районе Хмельницкой области Украины.
У села протекает река Волчок (приток Волка).
Население по переписи 2001 года составляло 602 человека.

## История
В 1946 г. указом ПВС УССР село Михалполь переименовано в Михайловку.

## Местная власть
31362, Хмельницкая обл., Хмельницкий р-н, с. Россоша

## Галерея

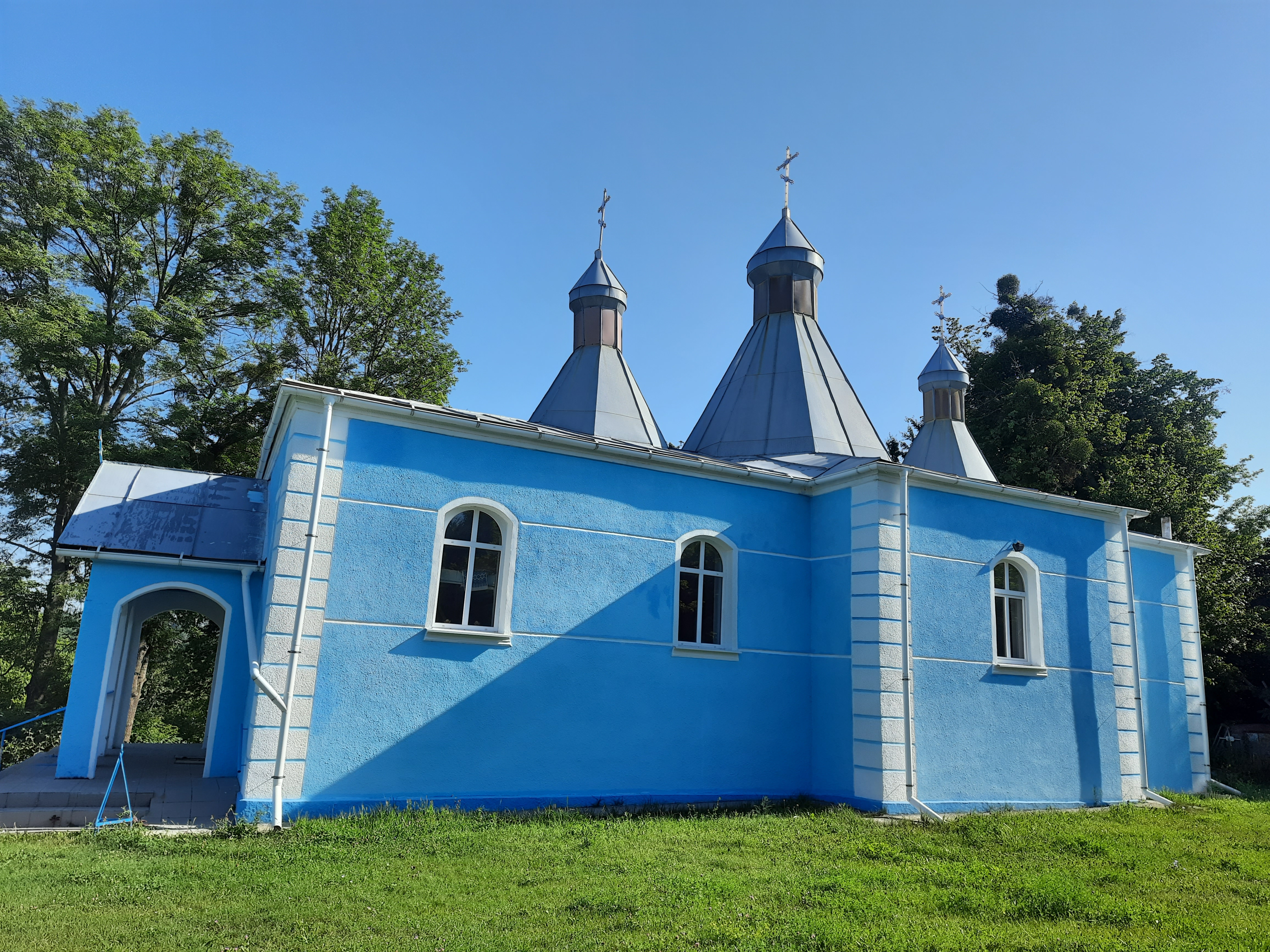
Свято-Успенская церковь
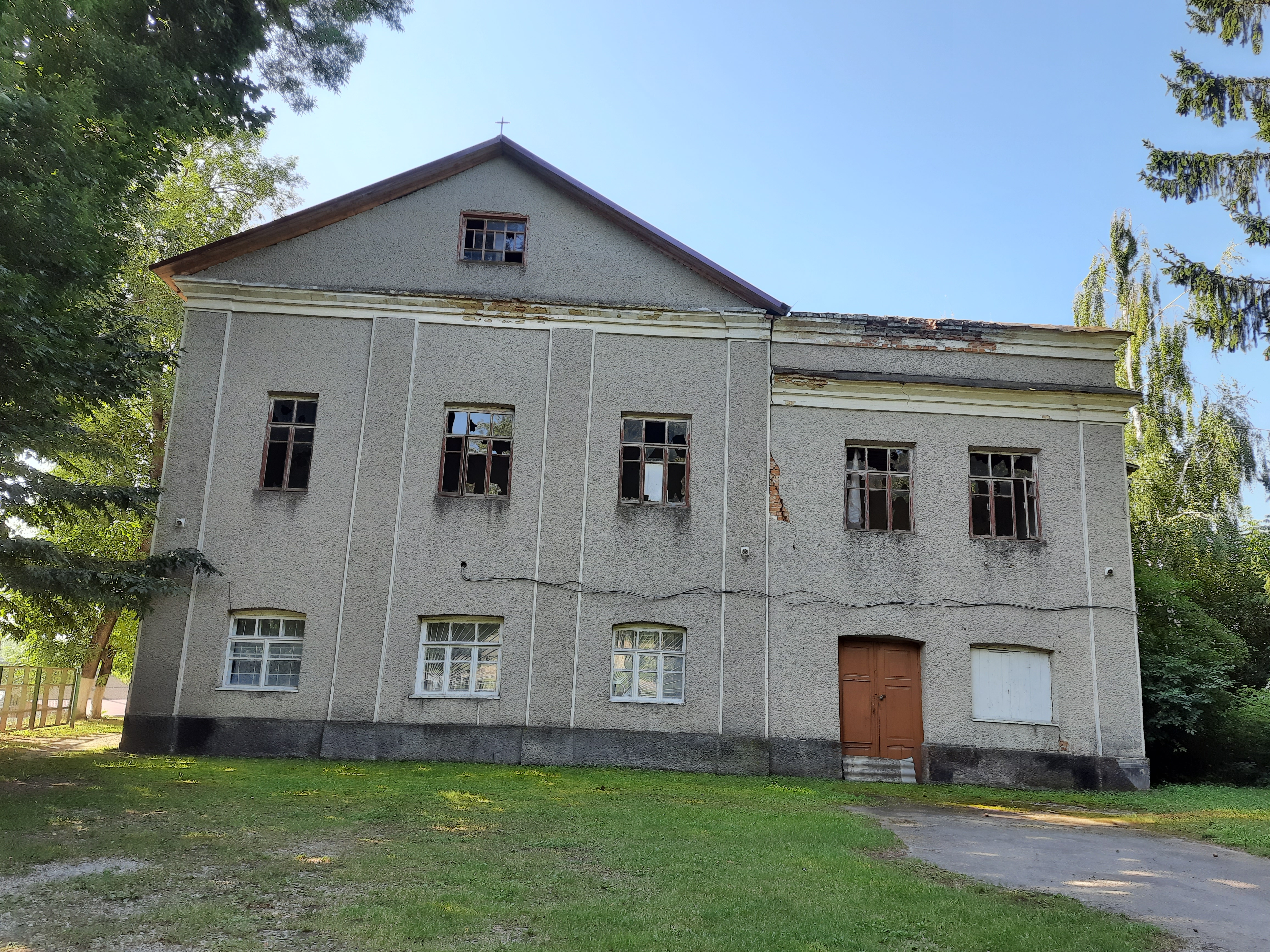
Костёл Божией Матери Святого Скапулярия.
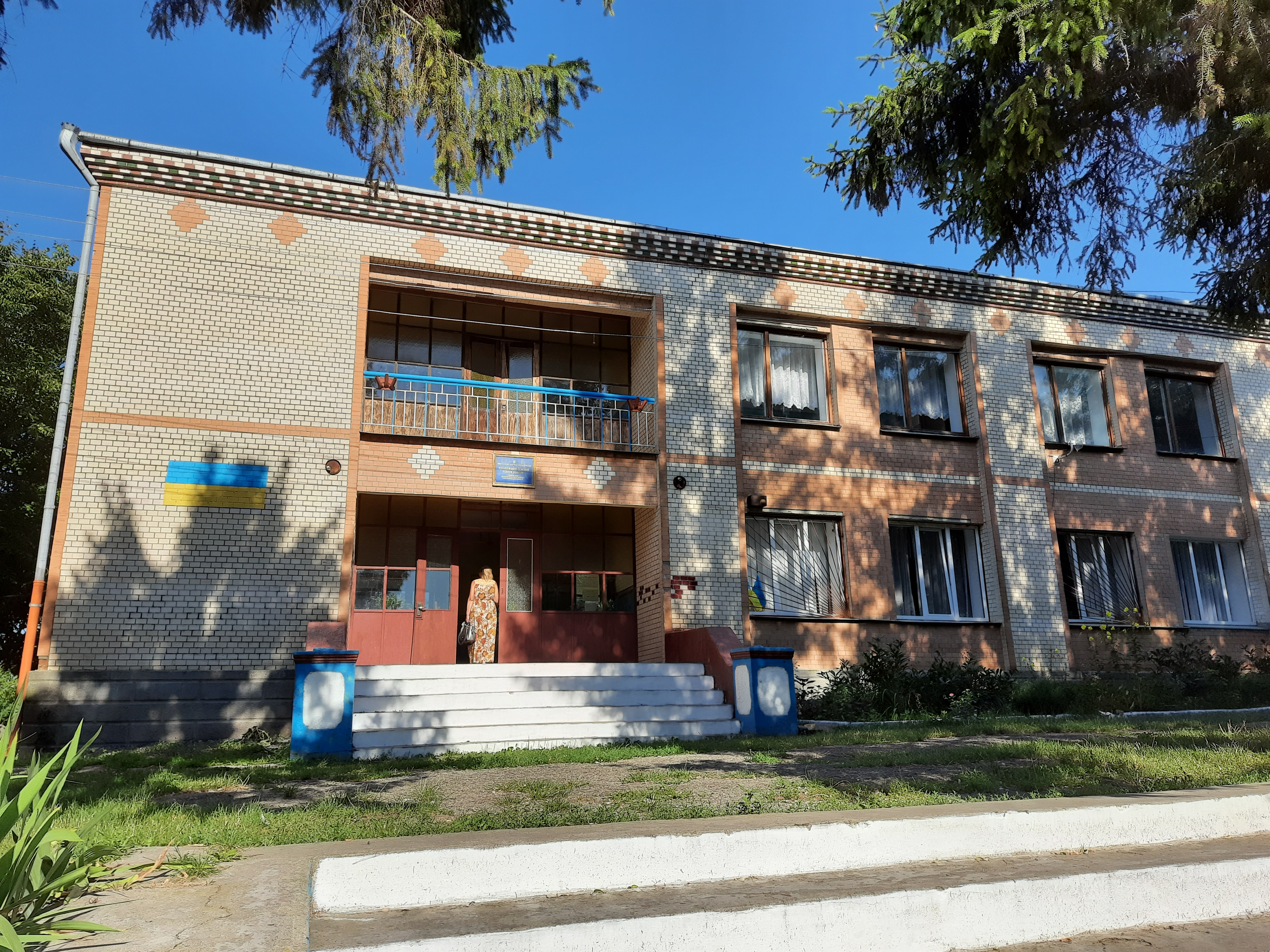
Дом культуры
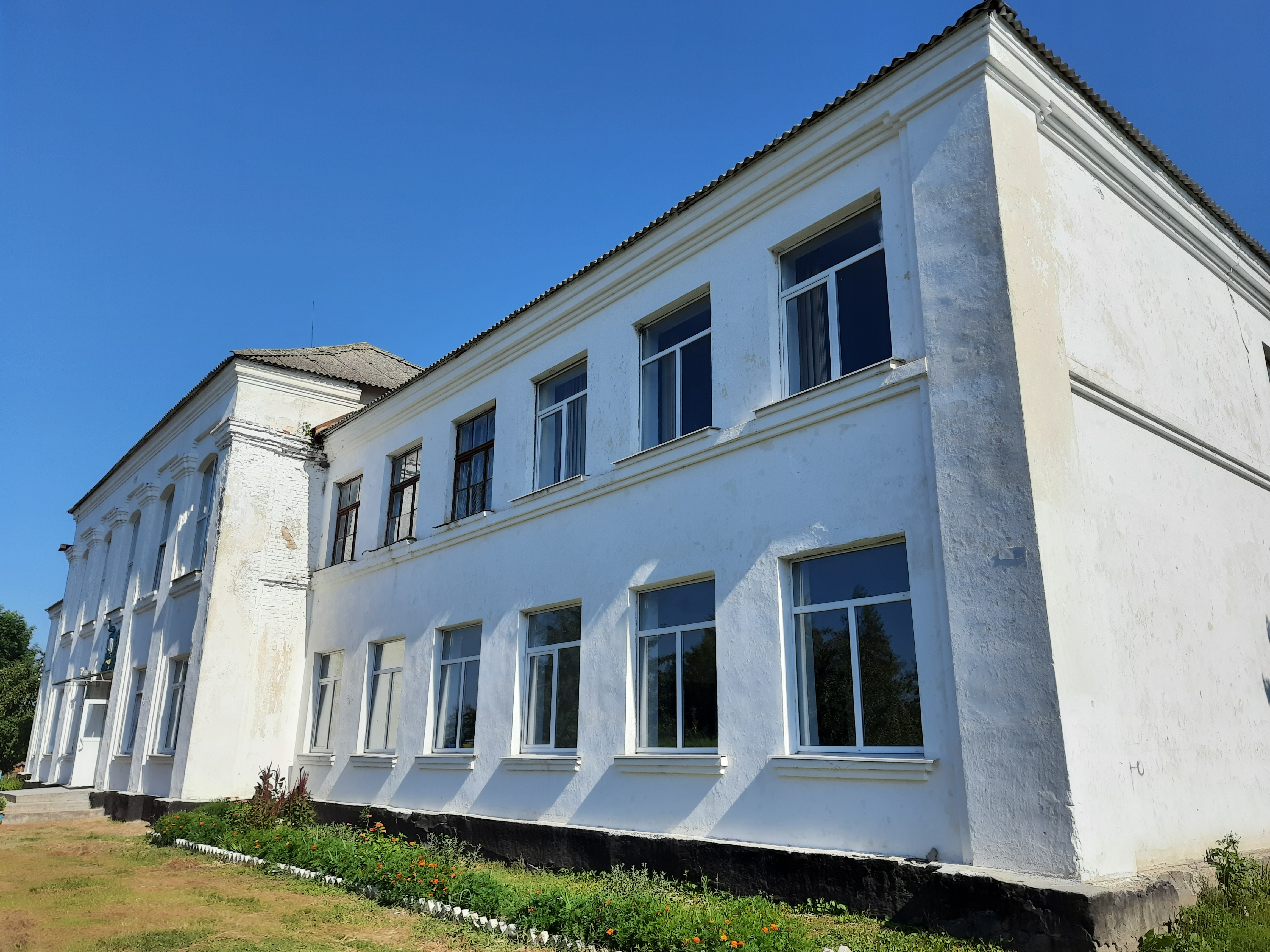
Школа
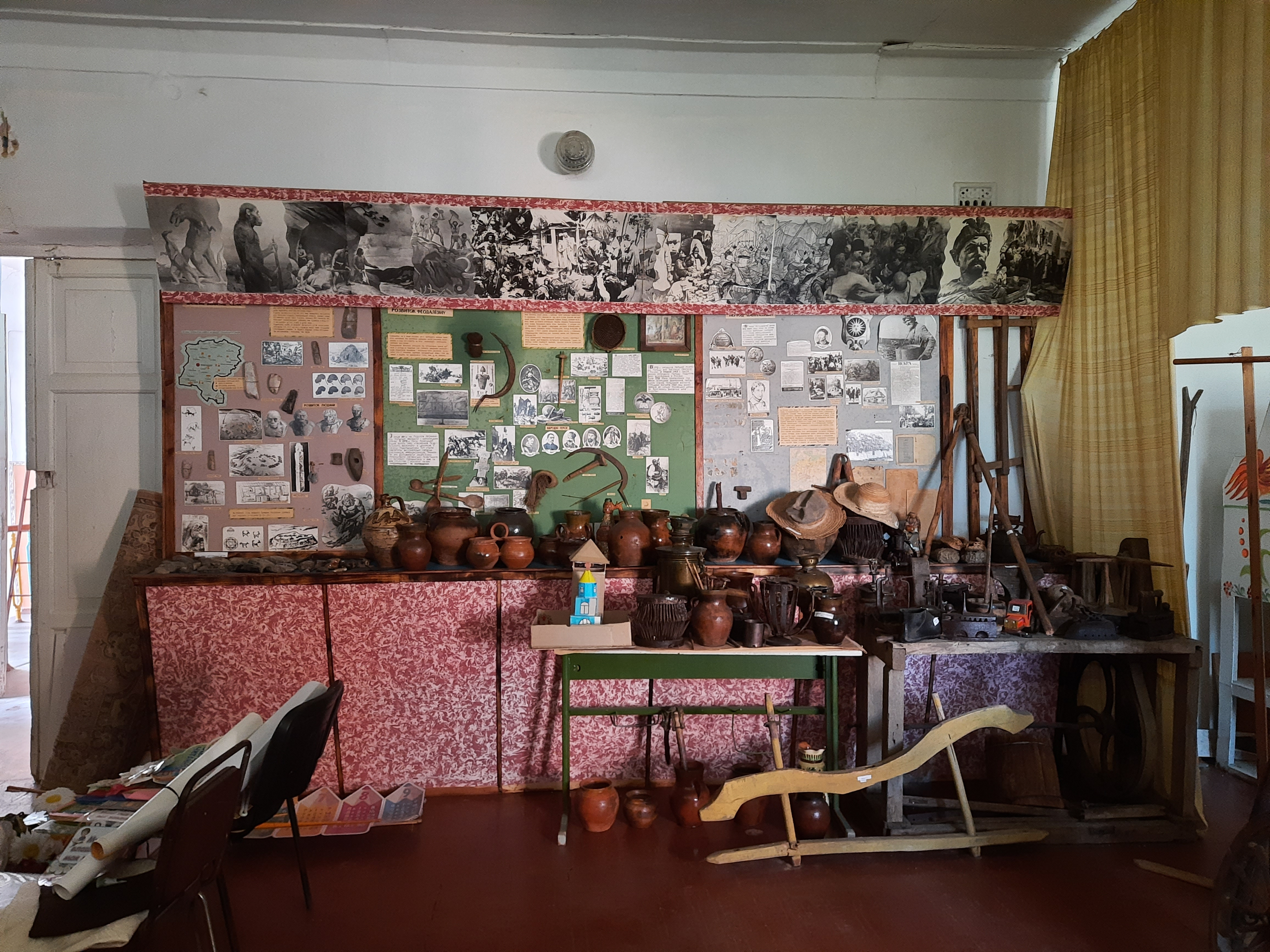
Музейная комната в школе
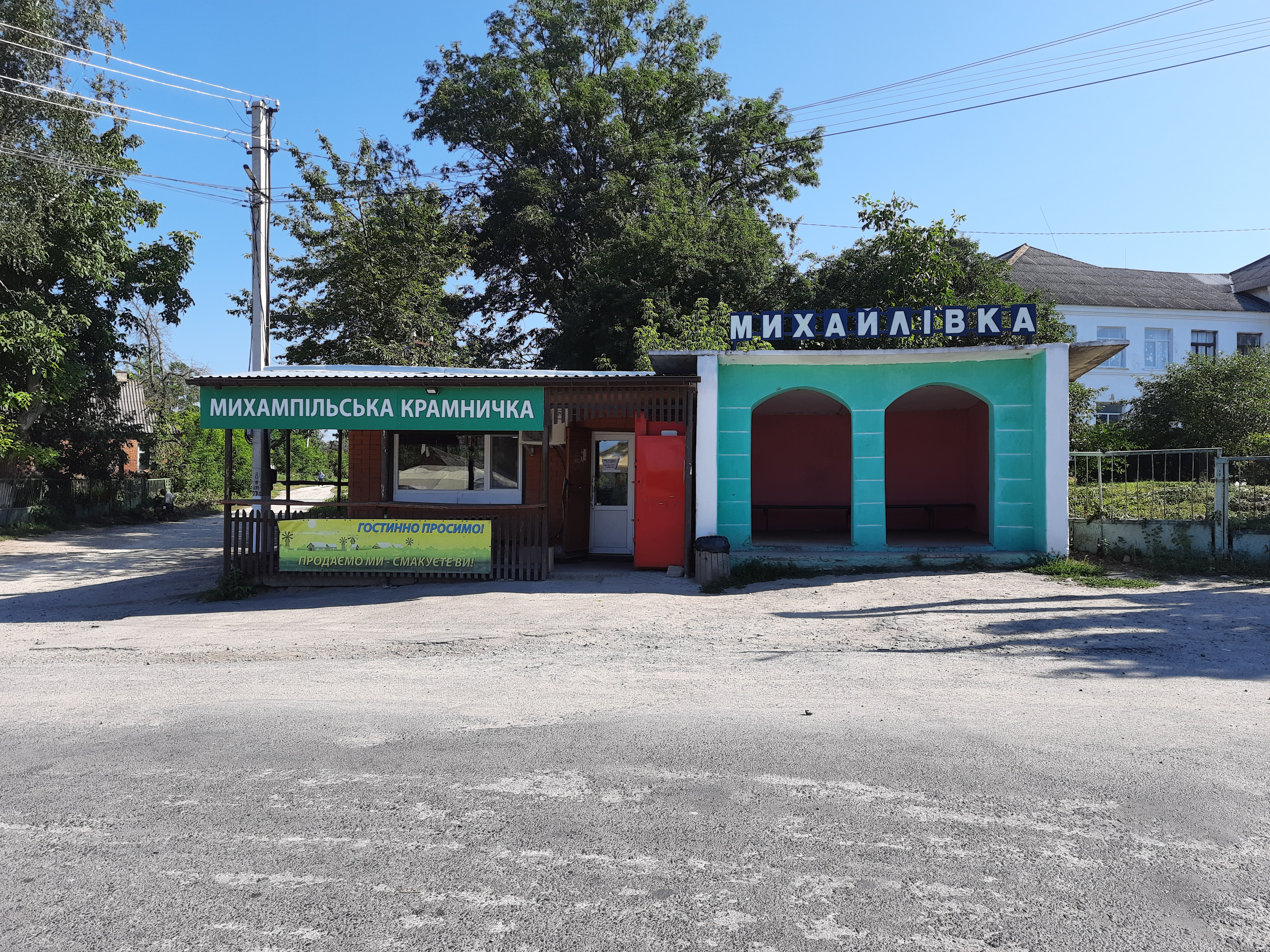
Автобусная остановка
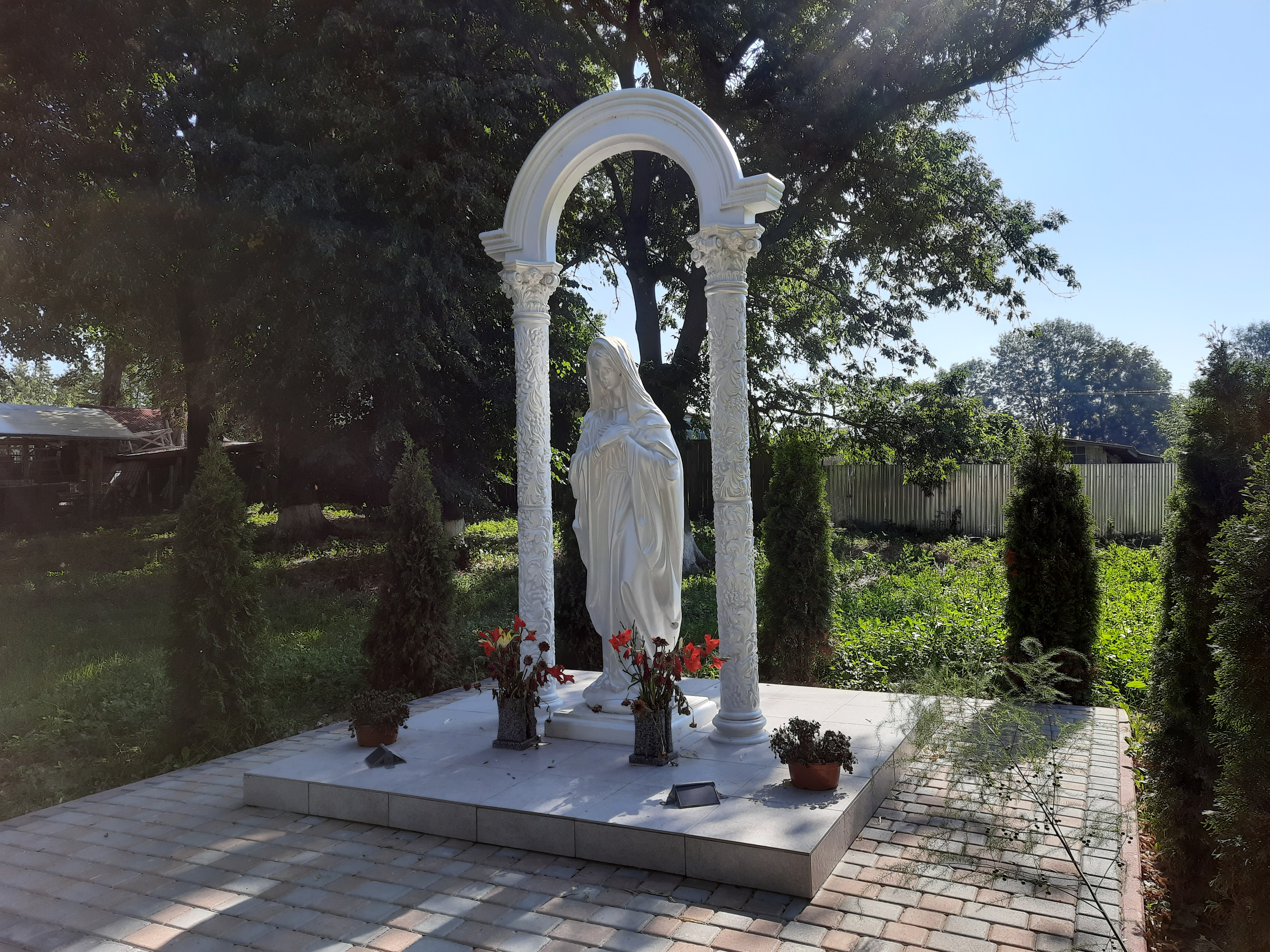
Статуя Божией Матери
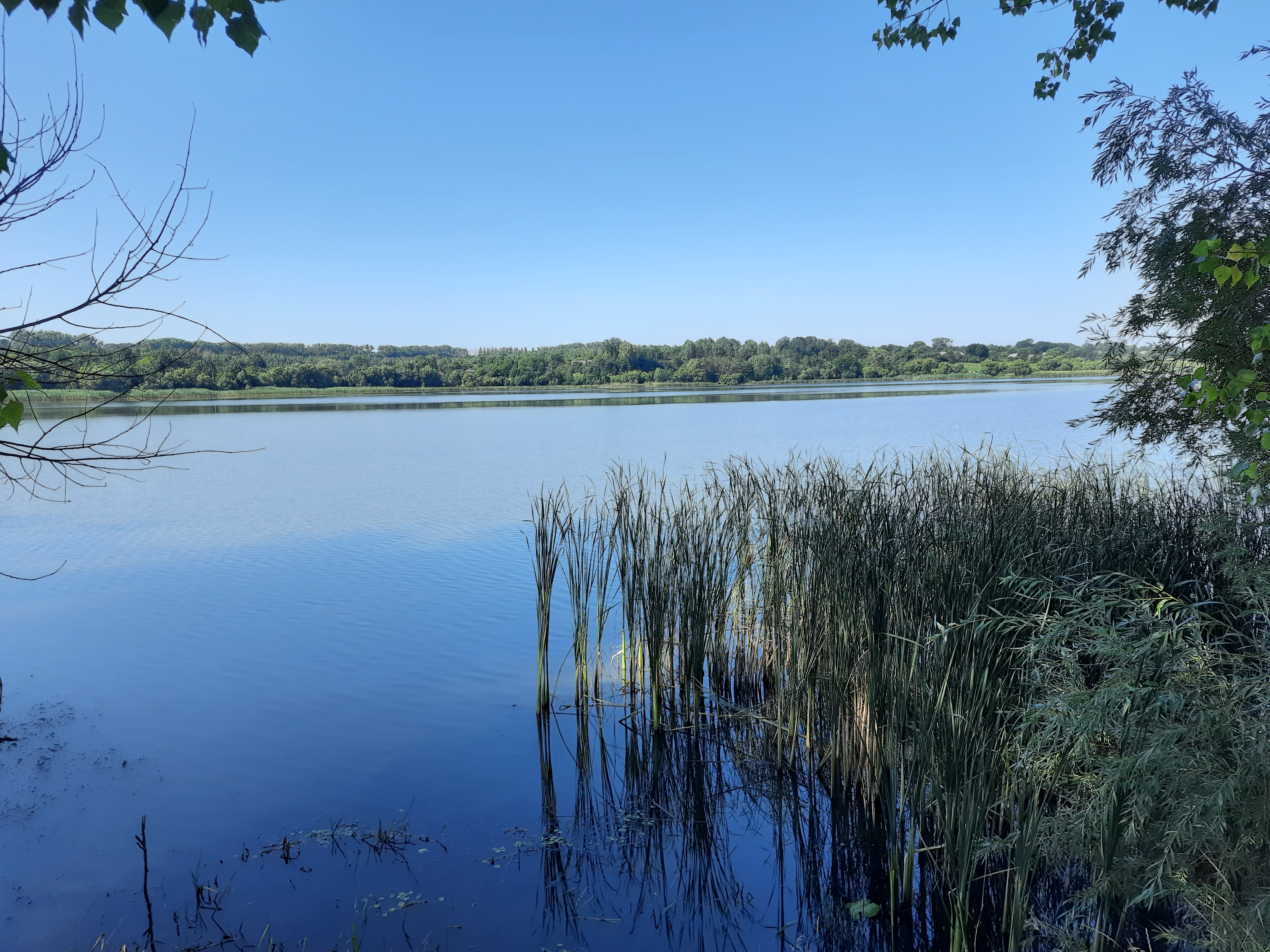
Пруд на реке Волчок у села